# Grande Mosquée de Homs
Ne doit pas être confondu avec Grande Mosquée al-Nouri.
La Grande Mosquée de Homs ou mosquée al-Nouri (en arabe : جامع النوري) est une mosquée de Homs, en Syrie, que William Henry Waddington a décrite comme « en partie une ancienne église chrétienne, qui elle-même contenait les restes d'un ancien temple païen ». Selon William Henry Waddington, « il est possible que ce soit là l'emplacement du grand temple du Soleil, dont Élagabale était le prêtre ». Dans le temple reposait la pierre noire d'Émèse.

## Histoire
En 1988 furent découverts les vestiges d'un martyrium octogonal protobyzantin à l'est de la grande mosquée de Homs, « à 3-3,50 m sous le niveau de la ville actuelle », coupé « en son milieu par un mur d'enceinte d'époque islamique auquel s'adosse la mosquée, mur qui ne suit pas le tracé de l'enceinte romano-byzantine. »
Ali ibn Abi Bakr al-Harawi a mentionné l'existence d'une grande mosquée à Homs.
Telle que décrite dans une édition de 1726 du Grand Dictionnaire géographique et critique (ci-après reproduit en orthographe modernisée), la grande mosquée de Homs

« est une grande nef soutenue de 34 colonnes de marbre, avec des bas-côtés, ornée en plusieurs endroits d'une belle sculpture en bas-relief : on y voit aussi plusieurs inscriptions grecques fort effacées. Cette église était dédiée à saint Jean Baptiste, et encore aujourd'hui les chrétiens et les musulmans croient que la tête de ce saint y est conservée dans le mur d'une petite chapelle, où les Turcs entretiennent une lampe. On croit aussi que c'est sainte Hélène qui a fait bâtir ce temple. Les chrétiens ont une entière liberté d'y entrer et d'y faire leurs prières. »